# Cédric Sorhaindo
Cédric Sorhaindo (La Trinité, Martinique, 1984. június 7. –) olimpiai bajnok, többszörös világ- és Európa-bajnok francia válogatott kézilabdázó, jelenleg a román CS Dinamo București játékosa.

## Pályafutása
Sorhaindo 15 évesen kezdett kézilabdázni szülőföldjén, a Franciaországhoz tartozó Karib-térségben fekvő Martinique szigetén. 2001-ben költözött Európába, a francia bajnokság 13. helyezettjének, az Angers Noyant játékosa lett. 2004-ben igazolt a bajnokság 4. helyén végzett, EHF-kupában induló Paris Saint-Germainhoz. Első ott töltött szezonjában ezüstérmes lett a bajnokságban, így a 2005–2006-os szezonban bemutatkozhatott a Bajnokok Ligájában. 2006-ban és 2009-ben megválasztották a francia bajnokság legjobb védőjátékosának. 2007-ben Francia kupagyőztes lett csapatával. 2009-re a francia bajnokságban PSG legeredményesebb játékosává vált, 118 gólt szerzett, és a bajnokság legjobb beállósának is megválasztották. 2010-től a spanyol FC Barcelona játékosa. A spanyol csapattal hazai bajnoki és kupagyőzelmek mellett háromszor a Bajnokok ligáját is megnyerte.
A francia válogatottban 2005-ben mutatkozott be, nyert négy világbajnoki, két Európa-bajnoki címet, részt vett két olimpián, a 2012-es londoni játékokon aranyérmes lett, a 2016-os rioin pedig ezüstérmes.

## Sikerei
- Olimpia győztese: 2012
  - ezüstérmes: 2016
- Világbajnokság győztese: 2009, 2011, 2015, 2017
  - bronzérmes: 2019
- Európa-bajnokság győztese: 2010, 2014
  - bronzérmes: 2018
- Bajnokok Ligája győztes: 2011, 2015, 2021
- Spanyol bajnokság győztese: 2011, 2012, 2013, 2014, 2015, 2016, 2017, 2018, 2019, 2020, 2021
- Francia Kupa győztese: 2007
- Francia bajnokság legjobb védőjátékosa: 2006,[3] 2009[4]
- Francia bajnokság legjobb beállósa: 2009[4]
- Olimpia legjobb beállósa: 2016[5]